# Atta

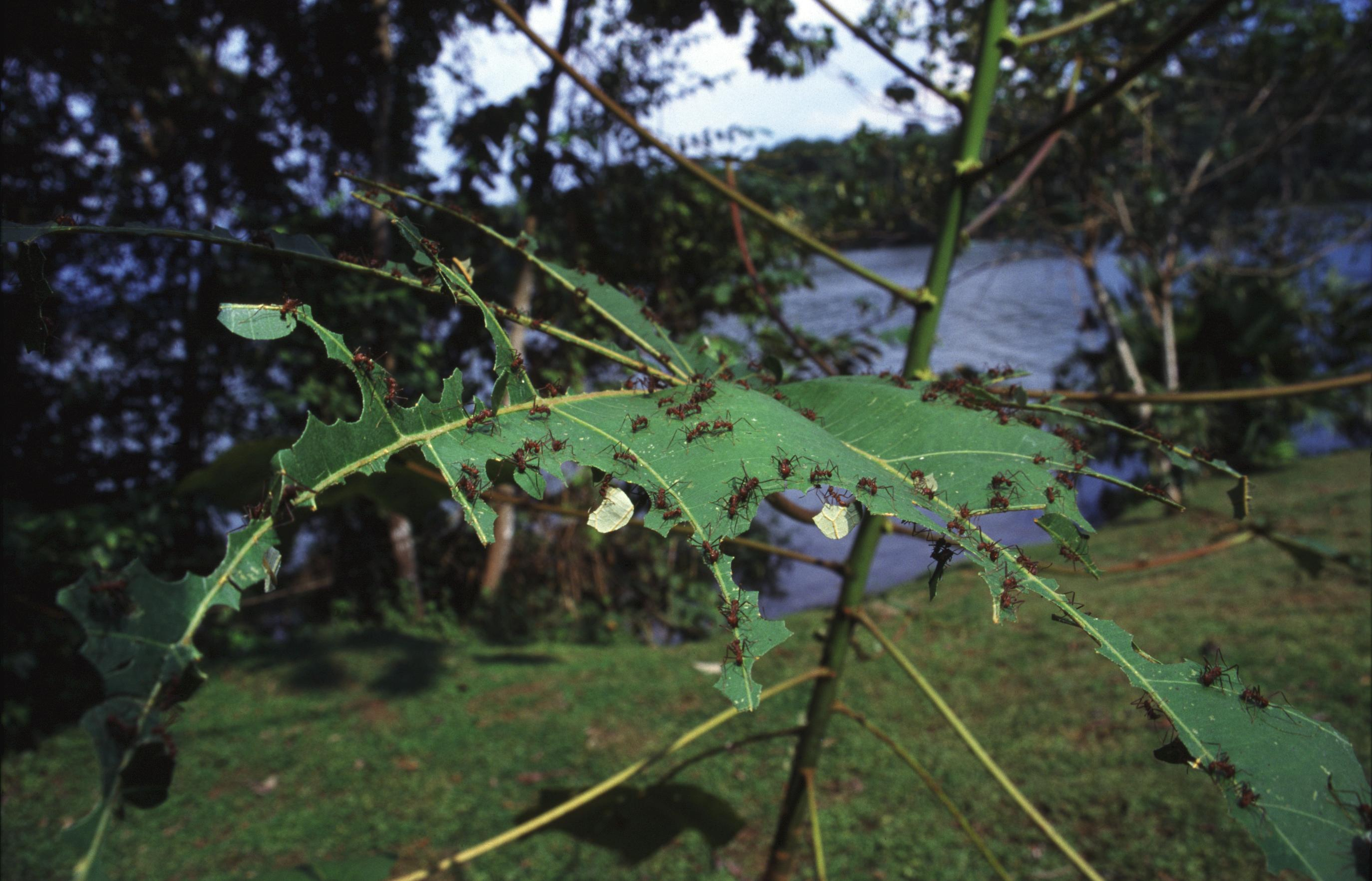
Рабочие муравьи A. columbica срезают все листья с молодого дерева

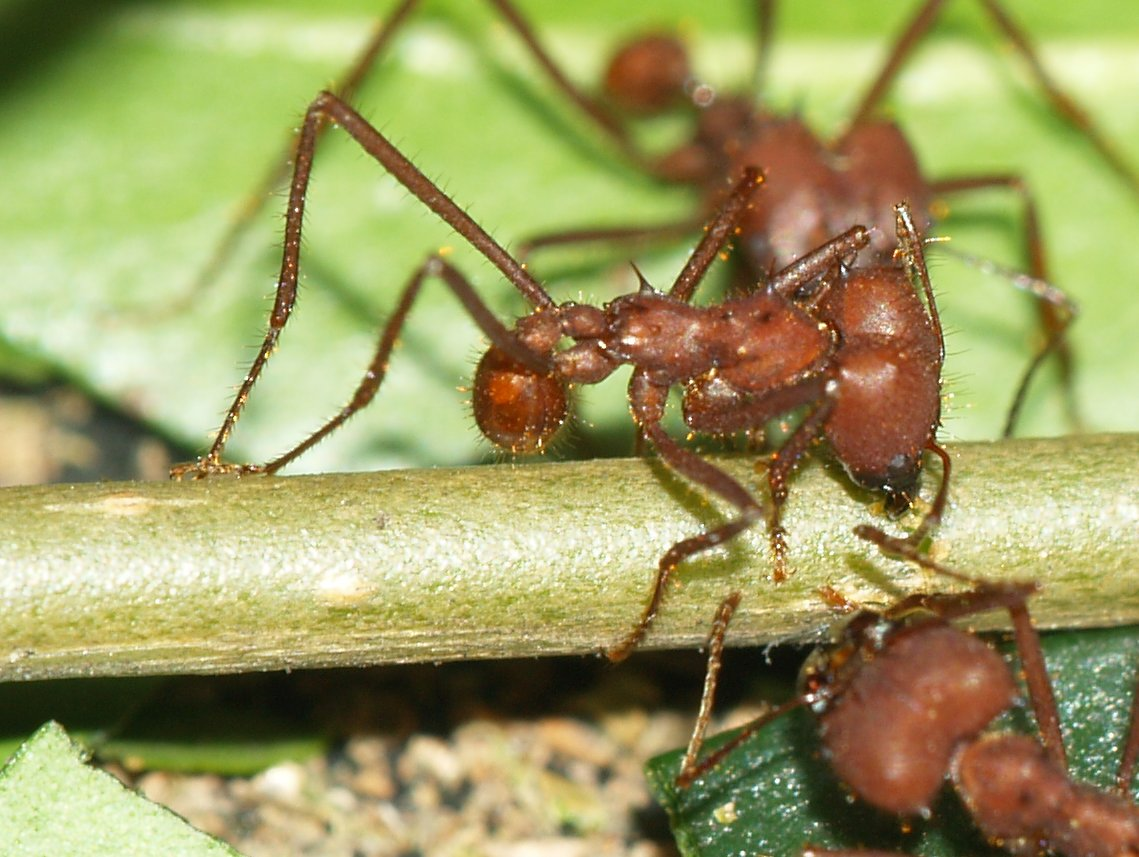
Листорезы A. cephalotes за работой

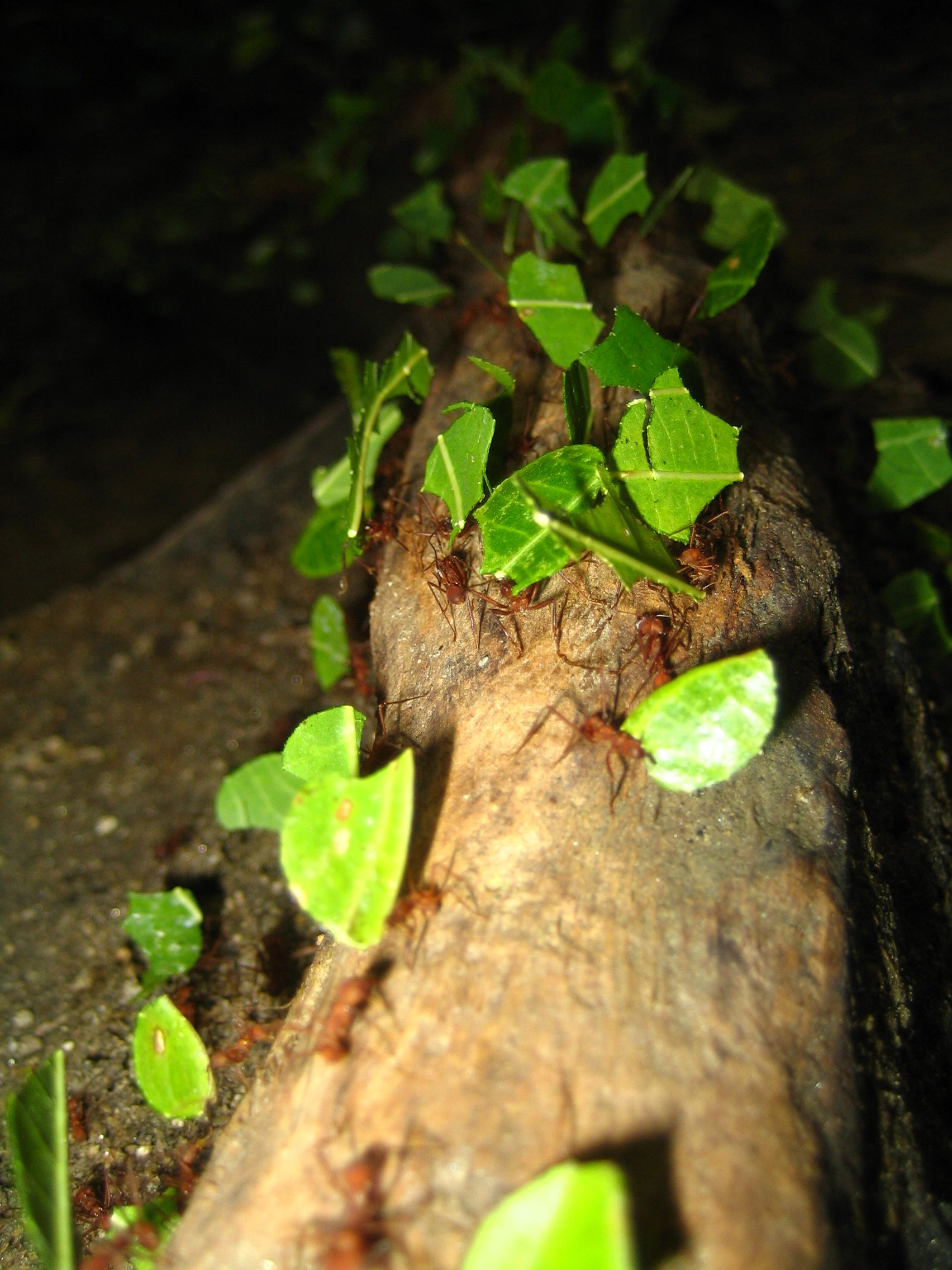
Муравьи-листорезы, несущие срезанные листья

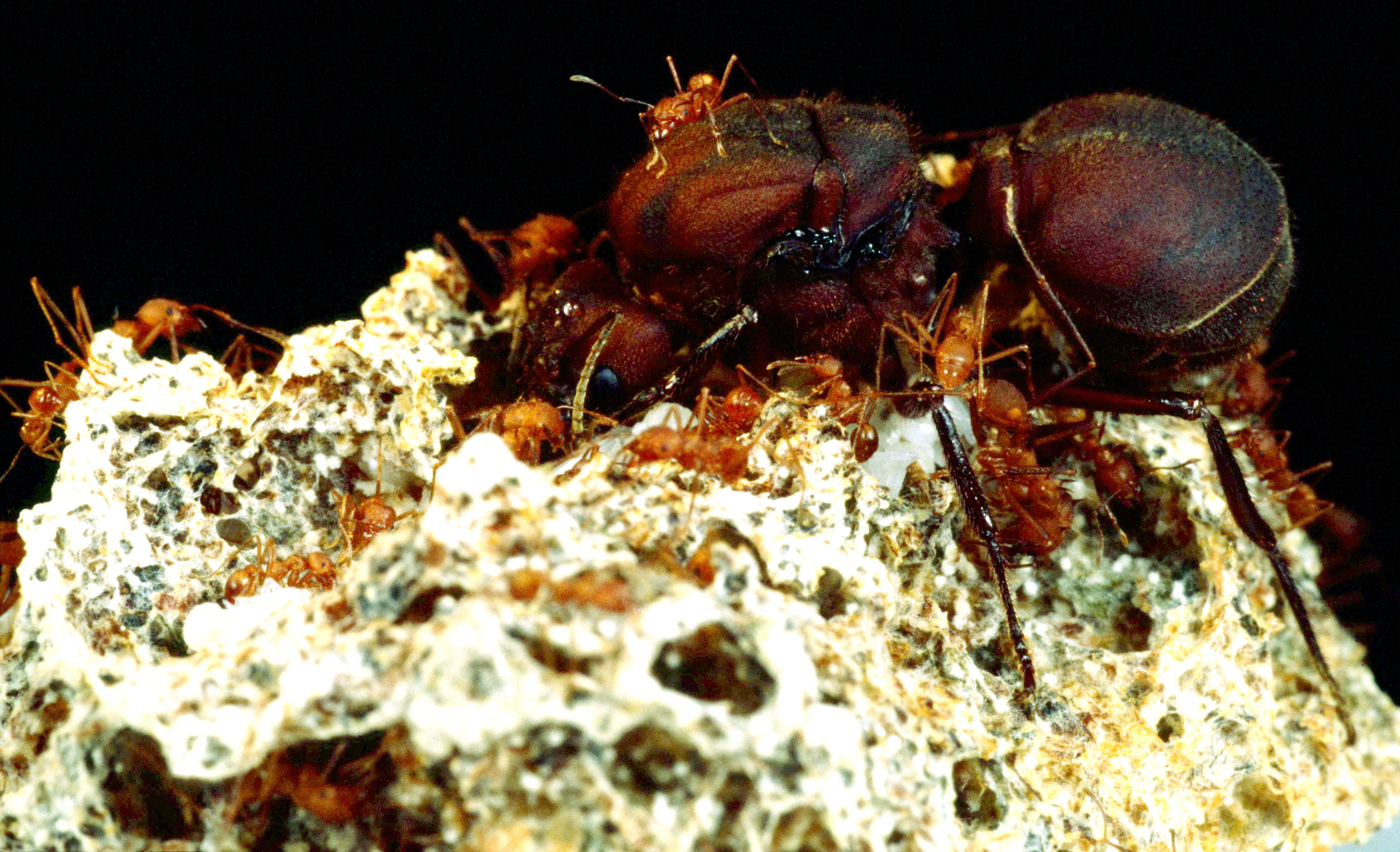
Матка A. columbica с рабочими

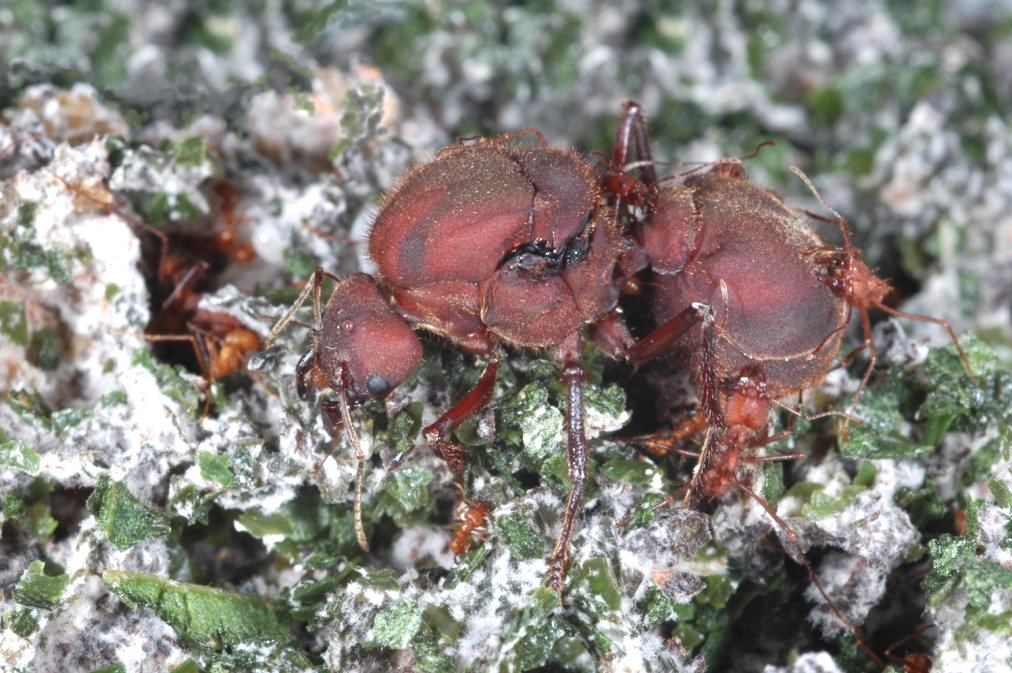
Матка Atta mexicana

Atta (Муравьи-листорезы, зонтичные муравьи, англ. Leaf-cutting Ants, Parasol Ants) — род муравьёв трибы грибководов Attini из подсемейства Myrmicinae. Муравьями-листорезами также называют представителей рода Acromyrmex. Эндемики Нового Света. Около 15 видов обитают в Северной, Центральной и Южной Америке.
Atta — экологически доминирующий род муравьев-листорезов, основное травоядное животное Неотропиков и сельскохозяйственный вредитель, имеющий большое экономическое значение.

## Распространение
Род характерен исключительно для Нового Света и встречается только в Неотропике (от Техаса, США до Аргентины). Биогеографические анализы показывают, что ареал наиболее недавнего общего предка Atta состоял из объединенных биорегионов Северной / Центральной Америки и Северо-Западной Южной Америки и что одна дочерняя линия впоследствии расселилась в Южную Америку, быстро диверсифицируясь во вновь сформированном биоме Серрадо и Чако, и далее расселяясь в биорегионы Атлантического леса, Каатинга и Пампасы.

## Описание
Муравьи-листорезы считаются одними из наиболее эволюционно продвинутых организмов, которые (наряду с людьми, термитами и короедами) способны к сельскохозяйственной деятельности. Характерны своим тесным симбиозом с грибами Basidiomycota, выращиваемыми в муравейниках на основе листовой пережеванной массы. Примерно 20 % листвы в Южной Америке срезается и утилизируется муравьями-листорезами. Эти муравьи выращивают грибы базидиомицеты вида Leucoagaricus gongylophorus из семейства Agaricaceae (Lepiotaceae).
Стебелёк между грудкой и брюшком состоит из двух члеников: петиолюса и постпетиолюса (последний чётко отделён от брюшка), жало развито, куколки голые (без кокона).
Для рода Atta характерен полиморфизм рабочих особей. В муравейнике встречаются как мелкие (садоводы, грибководы) и средние рабочие (фуражиры и строители), так и большие крупноголовые рабочие (солдаты). Мелкие рабочие в 700 раз легче, чем их матка.
Крупные матки муравьёв-листорезов откладывают огромное количество яиц. Прямые подсчёты показали, что матка Atta откладывает около 20 яиц в минуту, 28800 яиц в сутки и 10,5 млн яиц в год.

## Гнёзда
Муравьи этого рода строят самые крупные в мире муравейники, диаметром до 10 метров и глубиной до 6 метров. В семье примерно 5—8 миллионов рабочих муравьёв и 1 матка.
Например, семьи A. cephalotes содержат в среднем 651 000 муравьёв (Lewis et al. 1974), семьи A. vollenweideri — от 4 до 7 млн (Jonkman 1980), а подсчёты Martin et al. (1967) и Weber (1982) показали, что в гнёздах A. colombica может быть от 2,5 до 5 млн муравьёв.
По другим данным численность колоний составляет: Atta laevigata — до 3,5 млн, A. colombica — от 1 до 2,5 млн, A. sexdens — от 5 до 8 млн.
Гнездовые отходы Atta opaciceps (содержащие множество органических веществ) увеличивают биомассу и разнообразие растений во время роста травянистых видов в нарушенных сообществах и тем самым ускоряют регенерацию экосистемы.
В ходе полевого эксперимента на северо-востоке Бразилии выявлено, что гнездовые отходы муравьев-листорезов Atta sexdens (с высоким содержанием кальция) минерализуются и разлагаются быстрее (примерно в два раза), чем фрагменты листьев (с высоким содержанием фосфора, органического углерода, лигнина и целлюлозы).

## Генетика
Геном вида Atta cephalotes: 0,31 пг (C value).
Диплоидный набор хромосом 2n = 22.

## Паразиты
Среди паразитов этих муравьёв отмечены мухи-фориды вида Neodohrniphora curvinervis (Diptera: Phoridae).

## Систематика
Род включает около 15 видов. Молекулярно-филогенетические исследования подтверждают монофилию Atta и четырех клад, которые совпадают с ранее признанными подродами Archeatta Gonçalves, Atta s.str. Emery, Epiatta Borgmeier и Neoatta Gonçalves. Клада Archeatta включает три вида, обитающих в Северной и Центральной Америке и на Карибах, и является сестринской группой остальных видов Atta. Клада Atta s.str. состоит из двух видов, населяющих Северную, Центральную и Южную Америку. Клада Epiatta включает семь полностью южноамериканских видов, а два вида клады Neoatta встречаются в Центральной и Южной Америке. Анализ датировок дивергенции позволяет выявить ряд основных событий миоцена, таких как расхождение Acromyrmex Mayr и Atta 16,7 млн лет назад и происхождение группы кроны Atta около 8,5 млн лет назад. Сохранившиеся виды Atta возникли совсем недавно, зародившись в раннем плейстоцене, примерно 1,8-0,3 млн лет (возраст группы кроны). Atta mexicana, A. insularis и A. texana принадлежат к кладе Archeatta, сестринской ко всем остальным кладам. Клада Atta s.s. включает виды Atta colombica и A. cephalotes. Виды Atta saltensis, A. vollenweideri, A. goiana, A. bisphaerica, A. capiguara, A. opaciceps и A. laevigata принадлежит к кладе Epiatta. Клада Neoatta включает только два вида: A. robusta и A. sexdens. Atta robusta — это вид из самой молодой краун-группы с возрастом 0,3 млн лет. Очень молодой возраст Atta и составляющих её видов указывает на недавнее быстрое видообразование. Муравьи-листорезы представляют собой монофилетическую группу, состоящую из трёх взаимно монофилетических родов: Atta, Acromyrmex и Amoimyrmex.
Распространение указано по.
- Atta bisphaerica Forel, 1908 — Бразилия
- Atta capiguara Gonçalves, 1944[15] — Бразилия, Парагвай
- Atta cephalotes (Linnaeus, 1758) — от Мексики до Бразилии и Эквадора
- Atta colombica Guérin-Méneville, 1844 — от Гватемалы до Колумбии
- ?Atta cubana Fontenla Rizo, 1995[16] (?=A. insularis)[1]
- Atta goiana Gonçalves, 1942[17] — Бразилия
- Atta insularis Guérin-Méneville, 1845 — Куба
- Atta laevigata (F. Smith, 1858) (=Atta silvai)— от Колумбии до Парагвая
- Atta mexicana (Smith, 1858) — от Аризоны (США) до Сальвадора
- Atta opaciceps Borgmeier, 1939 — Бразилия
- Atta robusta Borgmeier, 1939 — Бразилия
- Atta saltensis Forel, 1913 — Аргентина, Боливия, Парагвай
- Atta sexdens (Linnaeus, 1758) — от Коста-Рики до Аргентины и Парагвая
- Atta texana (Buckley, 1860) — Луизиана и Техас (США)
- Atta vollenweideri Forel, 1893 — Аргентина, Боливия, Бразилия

incertae sedis
- Atta pilosa (Buckley, 1866)[18]
- Atta tardigrada (Buckley, 1866)[18]

## В культуре
В мультфильме «Приключения Флика» (англ. A Bug's Life; Pixar, 1998) принцессу муравейника звали Atta. Существует французская рок-группа с названием одноимённого вида: «Atta Sexden» (осн. 1989). В романе Atta человек уменьшается от удара молнии и дружит с муравьём по имени Atta.